# 강문규
강문규(姜文叫, 1988년 4월 24일 ~ )는 대한민국의 필드하키 선수이며 포지션은 수비수 및 미드필더이다. 경상남도 김해시 출신이다.

## 학력
- 김해삼성초등학교 졸업
- 김해서중학교 졸업
- 김해고등학교 졸업
- 조선대학교 졸업

## 경력
- 2010년 아시안 게임 남자 하키 국가대표
- 2012년 하계 올림픽 남자 하키 국가대표
- 2014년 아시안 게임 남자 하키 국가대표

## 수상
- 2014년 아시안 게임 남자 하키 동메달

## 가족
- 동생 강문권: 필드하키 선수. 강문규의 쌍둥이 동생으로 2분 늦게 태어남.